# Hemofília
A hemofília vagy vérzékenység (görögül: hemophilia) egy öröklődő betegség, mely egyes véralvadási faktorok hiányában nyilvánul meg. A hemofília megnevezést F. Hopff zürichi egyetemi tanár „Über die haemophilie oder die erbliche Anlage zu todlichen Blutungen” [A haemophiliáról, avagy az örökletes, halálos kimenetelű vérzésekről] című értekezésében használta először 1828-ban.

## Története
A betegség első tudományos definícióját John Conrad Otto (1774-1844) philadelphiai orvos adta, aki 1803-ban „An account of hemorrhagic disposition existing in certain families” [Bizonyos családoknál fennálló vérzési hajlamról szóló beszámoló] címmel a Medical Repository első amerikai tudományos folyóiratban közzétett értekezésében leírta a betegség három legfontosabb ismérvét, nevezetesen, hogy a vérzékenység férfiakat érintő, vérzési tünetekben megnyilvánuló, egészséges anyáról fiúgyermekekre bizonyos arányban öröklődő vérzési rendellenességet jelent. A betegség eredetének felderítése érdekében Otto már családfakutatást is végzett, egy New Hampshire-ben élő Smith nevű asszony családfáját három generációra 1720-ig vezette vissza.
A betegséget azonban már jóval korábban ismerték, a haemophilia az egyik legrégebben ismert vérzési rendellenesség, ezt már az ókorból fennmaradt írásos feljegyzések is bizonyítják. Először az ősi zsidó szokásról, a körülmetélésről írva Juda rabbi említi a babilóniai Talmudban, az időszámításunk szerinti második században. Azoknak a fiúknak, akiknek két testvére előzőleg meghalt a műtét során, felmentést ad a szertartás alól. Maimonidész (1135-1204) (zsidó orvos és filozófus) a XII. században ehhez azt teszi hozzá, hogy ilyen esetben akkor sem kell a fiút körülmetélni, ha meghalt testvérei más apától származtak. Abú l-Kászim az-Zahráví (936-1013?) (a nyugati krónikákból Abulcasis néven ismert) mór sebész, az at-Taszríf (A recept) című könyvében leírja a hemofília főbb jellemzőit, öröklődő jellegét és egy olyan családot ismertet, ahol a férfiak kis sérülések következtében elvéreznek. A királyi betegségként is elhíresült kórkép a betegséget hordozó Viktória brit királynő gyermekei révén számos európai uralkodóházban megjelent (angol, spanyol, német, orosz). Gyermekei közül lányai, Aliz és Beatrix hordozók voltak; fia, Leopold pedig e betegségben szenvedve 1884-ben, 31 évesen agyvérzésben halt meg. A leghíresebb hemofíliás talán Alekszej orosz cárevics, II. Miklós orosz cár fia, aki édesanyja, Viktória királynő unokája révén örökölte a betegséget. (A hírhedt Raszputyin is e betegség hipnózissal történő gyógyításának ígéretével férkőzött a család kegyeibe). A 2014-ben lemondott, I. János Károly spanyol király két apai nagybátyja, azaz XIII. Alfonz két idősebb fia is a hemofília áldozatai lettek az 1930-as években.

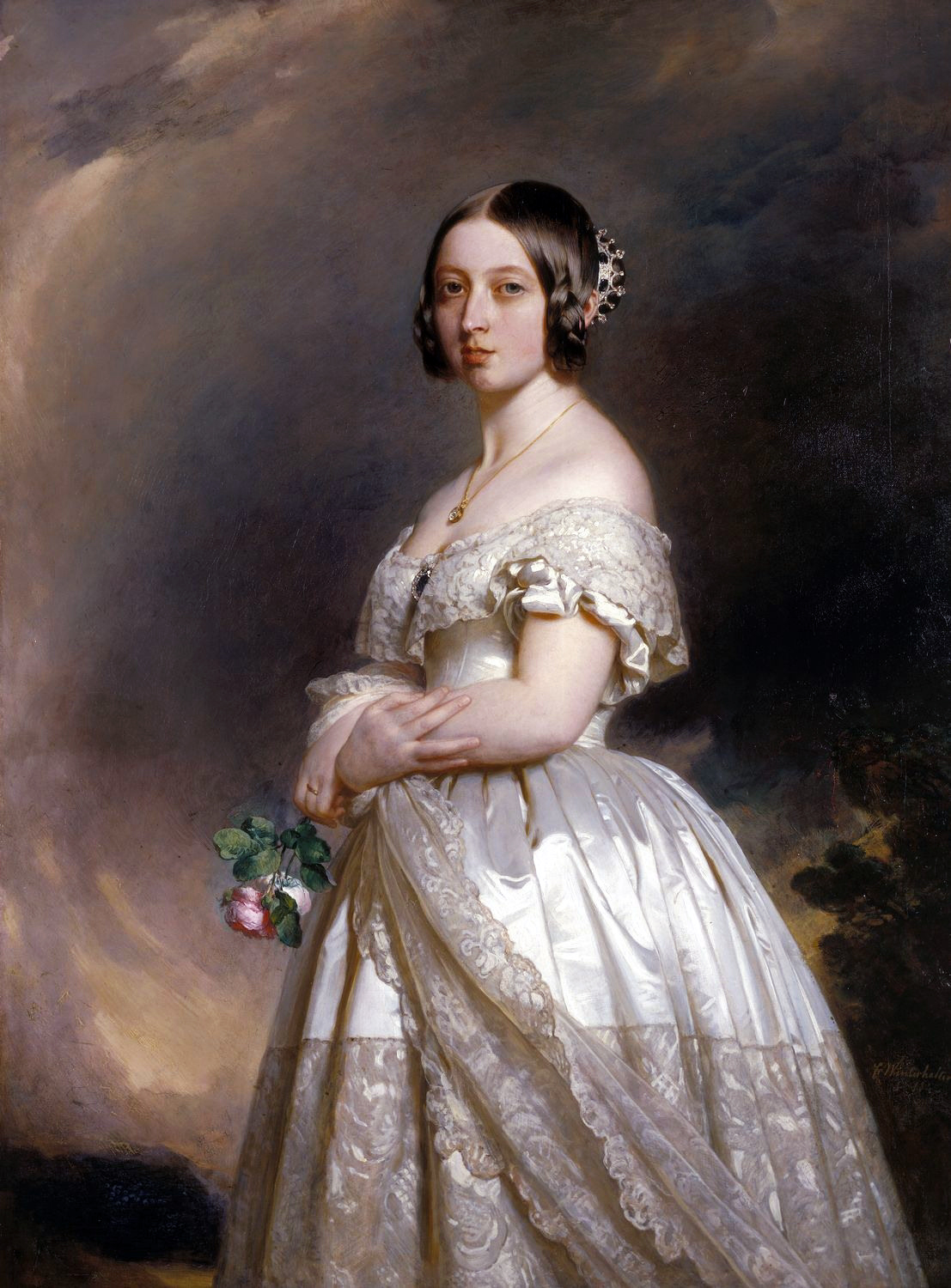
A fiatal Viktória királynő

Az A típusú hemofília esetében a VIII-as faktor, míg a B típusúban a IX-es faktor hiányzik. Mivel a hibás gén az X-kromoszómán helyezkedik el, a vérzékenység nagyrészt férfiakon mutatkozik, a nők csak átörökítik. Abban az esetben, ha mindkét szülő hordozója a hibás génnek, 50% az esélye annak, hogy beteg fiú szülessen, mivel az apától csak az Y kromószómát kaphatja és a hordozó anyától 50%, hogy a hibás X-kromoszóma öröklődjön.
Létezik úgynevezett szerzett hemofília is. A szerzett hemofília a VIII és a IX faktorral szembeni inhibitorok spontán termelődése. Az alább felsorolt okok vezethetnek az inhibitorok termelődéséhez: öregedés, vagy terhesség, autoimmun betegség vagy rák, valamint gyakori az ismeretlen eredetű (idiopátiás) forma is. Szerzett hemofíliás betegek gyakran jelentkeznek életet veszélyeztető vérzéssel, melyet nagyon nehéz uralni, még nagyobb mennyiségű alvadási faktor pótlásával is. Legtöbbször idősebb korban vagy fiatalabb nőknél fordul elő, szülés után 12 hónapig. Magas mortalitási rátával bír (13-22%).

## Előfordulása
A második leggyakoribb örökletes véralvadási zavar (coagulopathia). Prevalenciája: 100 000 férfiból 13–18 fő.
Magyarországon a 2007. március 14-ei adatok alapján 838 hemofília A-s és 192 hemofília B-s beteget tartottak számon.
Típusai:
- Haemophilia A – Az esetek 90%-a.
- Haemophilia B – Christmas-betegségnek is hívják, az első beteg neve alapján, akin 1952-ben felismerték (Stephen Christmas).
- Haemophilia C – A Rosenthal-, más néven XI-es faktor hiánya okozza. Ez a típus leggyakrabban az askenázi zsidó közösségekben fordul elő.

Haemophilia A : Haemophilia B = 4:1
Diagnosztizált hemofíliás betegek száma az Európai Hemofília Egyesület tagországaiban, 2008-ban:
| Magyarország, 1094 beteg | Ausztria, 403 beteg       | Belgium, 835 beteg         | Ciprus, 117 beteg         | Csehország, 750 beteg       |
| Dánia, 445 beteg         | Észtország, 39 beteg      | Finnország, 298 beteg      | Franciaország, 3506 beteg | Görögország, 827 beteg      |
| Hollandia, 1600 beteg    | Izland, 55 beteg          | Írország, 546 beteg        | Lengyelország, 2316 beteg | Lettország, 108 beteg       |
| Litvánia, 136 beteg      | Málta, 17 beteg           | Nagy Britannia, 7288 beteg | Németország, 4800 beteg   | Oroszország, kb. 9000 beteg |
| Portugália, 601 beteg    | Spanyolország, 1864 beteg | Svédország, 833 beteg      | Szlovákia, 512 beteg      | Szlovénia, 189 beteg        |

A fentieken kívül az Egyesület tagjai még: Albánia, Azerbajdzsán, Bosznia-Hercegovina, Bulgária, Fehéroroszország, Horvátország, Grúzia, Izrael, Luxemburg, Macedónia, Moldova, Montenegró, Norvégia, Örményország, Románia, Svájc, Szerbia, Törökország és Ukrajna.

## Etiológia
A haemophilia A, mely a legsúlyosabb formája; az esetek 90%-ában a VIII:C faktor hiánya, a maradék 10%-ában e faktor inaktivitása miatt alakul ki.
A haemophilia B a IX-es faktor (Christmas-faktor) hiánya vagy inaktivitása miatt jelentkezik.

## Fiziopatológia
- VIII:C = antihemofíliás globulin (az X-kromoszóma kódolja)
- vWF = von Willebrand-faktor (autoszóma kódolja)

A VIII:C faktort a máj endothelsejtjei és a megakaryocyták termelik. Nélkülözhetetlen a plazmaeredetű alvadáshoz a X faktor aktiválása révén. A vWF megvédi a VIII-as faktort az inaktiválástól, és szállító fehérjeként szolgál, továbbá szerepet játszik a primer haemostasisban azáltal, hogy a thrombocytákat a szabad kollagénhez köti. A VIII-as faktor szintje a plazmában 0,5-2,0 E/ml.

## Genetika
Az esetek körülbelül 2/3-a az X-kromoszómához kötött és recesszív módon öröklődik, pozitív családi anamnézis ezen esetekben jelen van, a fennmaradó esetek sporadikus megbetegedések, az X-kromoszóma spontán mutációjának eredményeként, ezekben az esetekben a családban korábban nem fordult elő hemofília. A fennmaradó 1/3 új mutáció.
Mivel a fiúknak csak egy X-kromoszómájuk van (XY), ezért a VIII. és IX faktor génjeiből egy másolattal rendelkeznek. Ha ez hibás, károsodik a VIII. vagy IX. faktor képződés, a beteg vérzékeny lesz.
A lányoknak két X-kromoszómájuk van (XX), a VIII. és IX. faktorért felelős génből kettővel rendelkeznek. Így ha egy lánynak van is egy hibás génje, a másik génnek köszönhetően normálisan elő tudja állítani a VIII. és IX. faktort, és nem lesz hemofíliás. Azonban a hibás X-kromoszómával rendelkező nő hemofília-hordozó (carrier) lesz, azaz a betegséget átadhatja gyermekeinek. A carrier nők rendszerint nem vérzékenyek, faktorszintjük a normál érték 50%-a körül van. 20%-uk faktorszintje azonban 30% alatti, így enyhe hemofíliásnak számítanak. Ez erősebb vérzésben nyilvánul meg műtét alatt, foghúzáskor vagy menstruáció idején. A terhesség alatt megnövekedett faktorszint kockázatmentes terhességet és szülést tesz lehetővé.
A hemofíliás férfi mindegyik lánygyermeke hordozó, mert az apától egy kóros kromoszómát kap.
A hemofíliás férfi minden egészséges anyától származó fiúgyermeke egészséges, mert az anyától egészséges kromoszómát kap.

A hordozó nő 50%-os valószínűséggel adja át beteg X-kromoszómáját a gyermekének.
Léteznek azonban nem nemhez kötődő, domináns vagy recesszív öröklésmenetű véralvadási zavart okozó mutációk is. Az autoszomális dominánsan öröklődő Osler-szindróma a véredény-rendszer egy fejlődési rendellenessége, ami az erek tágulását okozza. A C típusú hemofília recesszív autoszomális öröklődésű.

## Haemophilias vérzések

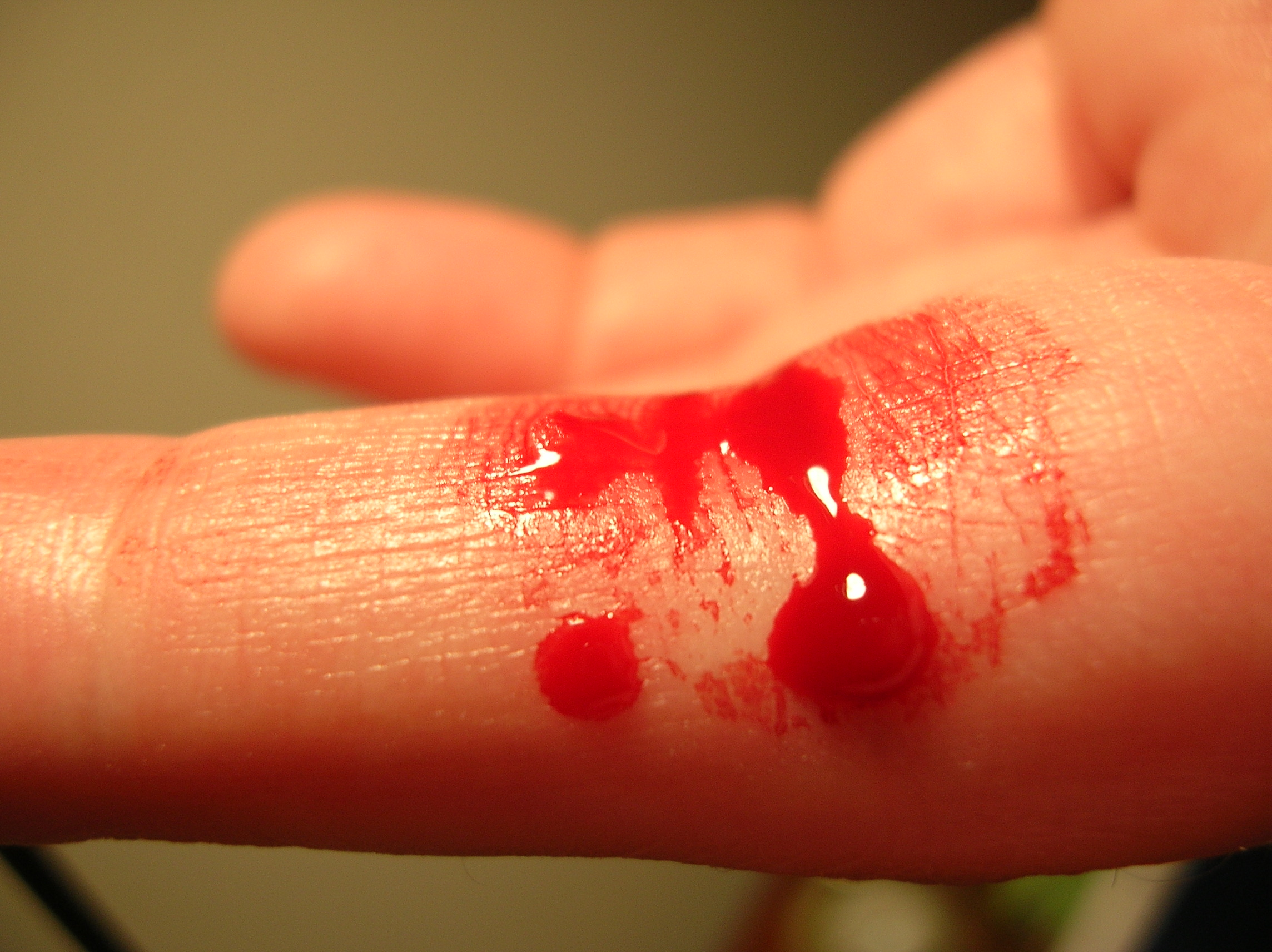
A legapróbb sérülések is komoly veszélyt hordoznak magukban.

A haemophilia típusú vérzékenységre jellemző az ízületi vérzés (haemarthros), továbbá a haematuria és az intramuscularis haematoma.
Születéskor, meglepően, kis vérzések fordulnak elő, de kifejezett köldökzsinórvérzés is előfordulhat. A túlzott véraláfutások, valamint a belső vérzés általában a 6-9. hónapban jelentkezik, amikor a járni tanuló gyermek elesik. Akutan kialakuló hemarthros hirtelen fellépő fájdalmat és duzzanatot okoz, illetve az akut gyulladáshoz hasonló tüneteket vonz maga után: melegség, pír, duzzanat és fájdalom. Az ízület általában merev, félig behajlított helyzetben van, és a mozgást a beteg nem tolerálja. A visszatérő vérzések krónikus degeneratív ízületi elváltozást okoznak, mely az érintett ízület állandó fájdalmasságával, súlyos torzulásával és mozgáskorlátozottságával jár. A környező izmok általában sorvadnak. Nyomásos neuropathia szintén gyakori következmény, ha a vérzés idegek közelében alakul ki, például az iliopsoas izomcsoport vérzése gyakran jár a nervus femoralis kompressziójával. A leggyakoribb halálok a központi idegrendszerben bekövetkező vérzés, ami számtalan idegrendszeri eltérést képes létrehozni.
A belső vérzés gyakran okoz vesemedence- vagy húgyúti elzáródást, mely kólikás hasi fájdalommal és haematuriával jár. A bélfalba törő vérzés bélelzáródást okozhat.

## Differenciáldiagnózis
- von Willebrand-Jürgens szindróma
- más örökletes faktorhiány

## Diagnózis
Első lépésben a pozitív családi anamnézis valamint a fellépő vérzés típusa segít a diagnosztizálásban.
Hemofília esetén laborokban az úgynevezett parciális tromboplasztin idő (PTI) megnyúlt, a Quick-idő, más néven a vérzési idő normális (a bőrt felületesen megsértik, és itatóspapírral figyelik a vérzés idejét és ez a vérlemezkék működéséről ad felvilágosítást). A Quick-idő megnyúlása a vérlemezkék funkciózavarára utal.
A betegség típusának meghatározása a faktorok mérése és a vérlemezkeszám meghatározása által végezhető.

## Terápia
A betegséget egészen az 1960-as évekig gyakorlatilag nem tudták kezelni, egészen addig a pihentetés, a nyomókötés alkalmazása és a jegelés volt az egyetlen gyógymód.
- Vérzés, főleg az ízületi vérzések elkerülése
- Trombocita aggregációt gátló gyógyszerek (acetilszalicilsav) kerülése
- Nem adható intramuszkuláris injekció
- Alapos lokális vérzéscsillapítás (gondos varrat, kompresszió, fibrinragasztó, fibrinolysis gátlók)
- Alvadási faktorok pótlása

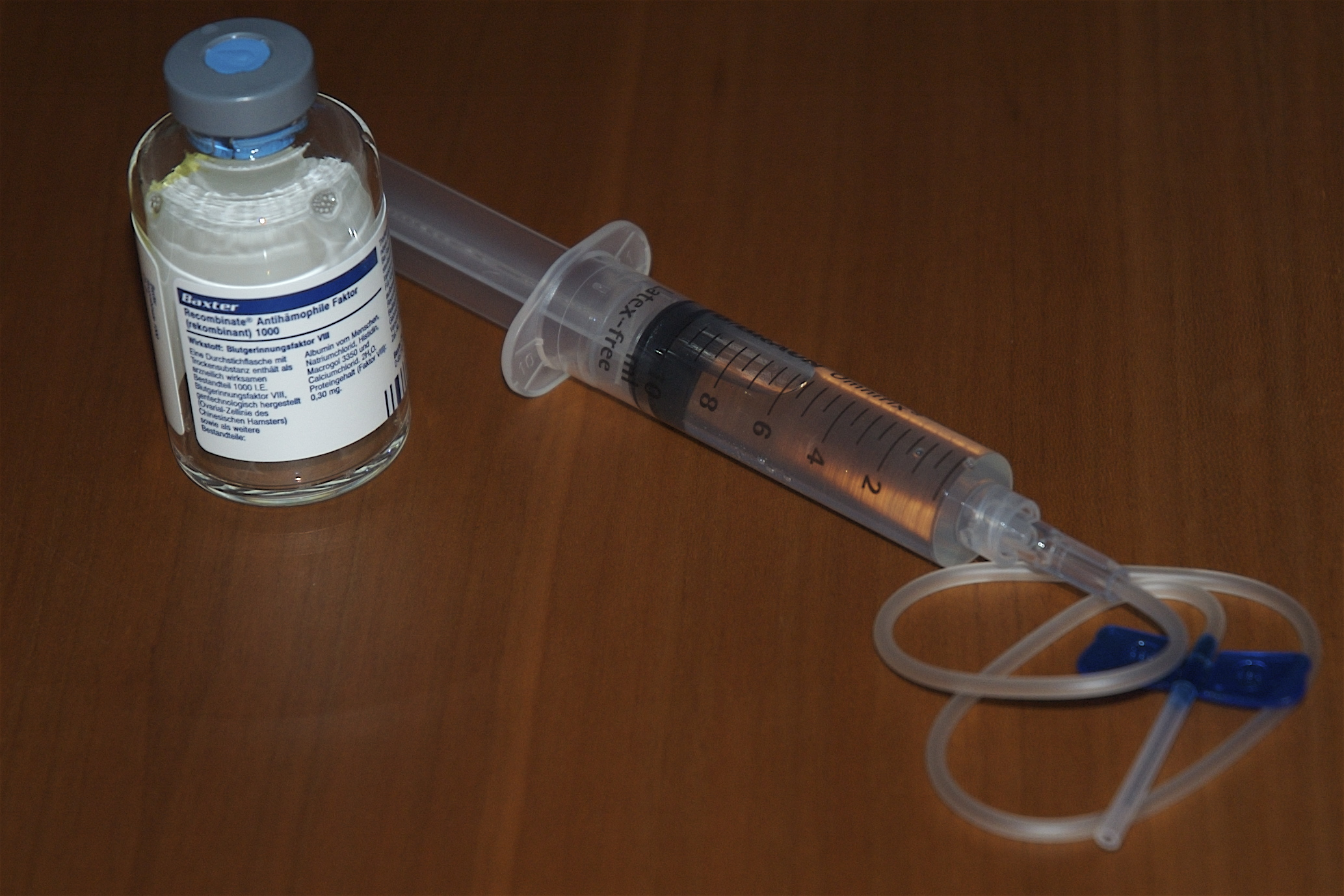
VIII-faktor készítmény

Rendelkezésre állnak magas fokban tisztított/vírustalanított, továbbá rekombináns faktorkészítmények.
Enyhe haemophiliában szükség szerinti pótlás spontán vérzés vagy műtét kapcsán.
Súlyos haemophilia esetén folyamatos kezelés szükséges.
- Dezmopresszin (DDAVP) – enyhe haemophilia A-ban, fokozott vérzésveszély esetén gyakran elég ennek a gyógyszernek az adása, hatására az endothelben tárolt VIII:C faktor és vWF felszabadul, és aktivitásuk 1-2 órán belül a kiindulási érték 2-4-szeresére emelkedik. A Desmopressin azonban csak néhány napig adható, mert a faktorkészlet kimerülését okozhatja.
- Olykor kialakulhat VIII. faktor rezisztencia – ez az ún. „gátlótestes hemofília” – ilyenkor más faktor pótlása (elsősorban VII. a) válhat szükségessé, amely a VIII. faktor hiánya esetén is normális véralvadást tesz lehetővé.
- Sok kutató bízik abban, hogy a hemofília lesz az első genetikai rendellenesség, mely génterápiával gyógyítható. A jövőben talán egy injekcióval megoldható lesz az alvadási faktort termelő génnek a betegek sejtjeibe való beültetése. A hemofília gyógyítása génterápiával azt jelenti, hogy korrigálják a beteg genetikai defektusát ép, egészséges, működő géneknek a beteg sejtjeibe való bevitelével, így a beteg szervezetében a későbbiekben megfelelő mennyiségben termelődik a VIII. és a IX. alvadási faktor.

A hemofília azon ritka betegségek egyike, melynek kezelése rendkívül költséges (az Egyesült Államokban a profilaktikus, megelőző, kezelés egy súlyos beteg részére 300 000 dollárba kerül), ezért a világon élő hemofíliások 75-80%-a még ma sem részesül semmilyen kezelésben.
Az ilyen vérzési defektusok kezelése és gondozása legjobban az erre kialakított hemofíliaközpontban valósulhat meg.
Magyarországon a vérzékeny betegek gondozása 1992 óta folyik szervezett körülmények között. A szerkezeti rendszert illetően, az Országos Hemofília Központ Budapesten van, a régióközpontok pedig: Budapest (külön felnőtt és gyerek), Szombathely, Pécs, Miskolc, Debrecen és Szeged.
Magyarországon, 2008-ban a teljes gyógyszerkiadások 2,2%-át költötte az egészségbiztosító a hemofíliás betegek terápiájára, ez 66 millió NE nyolcas faktort jelent, ami egy lakosra vetítve, az európai átlagot meghaladóan, 6,6 NE-et jelent. Összehasonlításképpen: 1991-ben az egy lakosra jutó átlag még csak 0,4 NE volt.
Konklúzióként elmondható, hogy napjainkban a hemofíliások megfelelő kezeléssel teljes életet élhetnek.

## Lásd még
- Vérzés
- Vérzékenység

## Fordítás
- Ez a szócikk részben vagy egészben  a   Haemophilia című angol Wikipédia-szócikk fordításán alapul.  Az eredeti cikk szerkesztőit annak laptörténete sorolja fel. Ez a jelzés csupán a megfogalmazás eredetét és a szerzői jogokat jelzi, nem szolgál a cikkben szereplő információk forrásmegjelöléseként.

## Külső hivatkozások
- (magyarul) Magyar Hemofília Egyesület (a Haemophilia Világszövetség nemzeti tagszervezete)
- (magyarul) Dr. Varga Gábor -  A haemophilia története
- (angolul) Haemophilia Világszövetség (WFH, World Federation of Haemophilia)
- (angolul) Európai Hemofília Konzorcium (EHC, European Haemophilia Consortium)
- (angolul) National Hemophilia Foundation (NHF, USA)